# Federazione di baseball di Porto Rico
La Federazione portoricana di baseball (spa. Federación de Beisbol de Puerto Rico) è un'organizzazione fondata nel 1951 per governare la pratica del baseball e del softball a Porto Rico.
Organizza il campionato maschile e di softball femminile, e pone sotto la propria egida la nazionale maschile e di softball femminile.